# Friedrich Meinecke

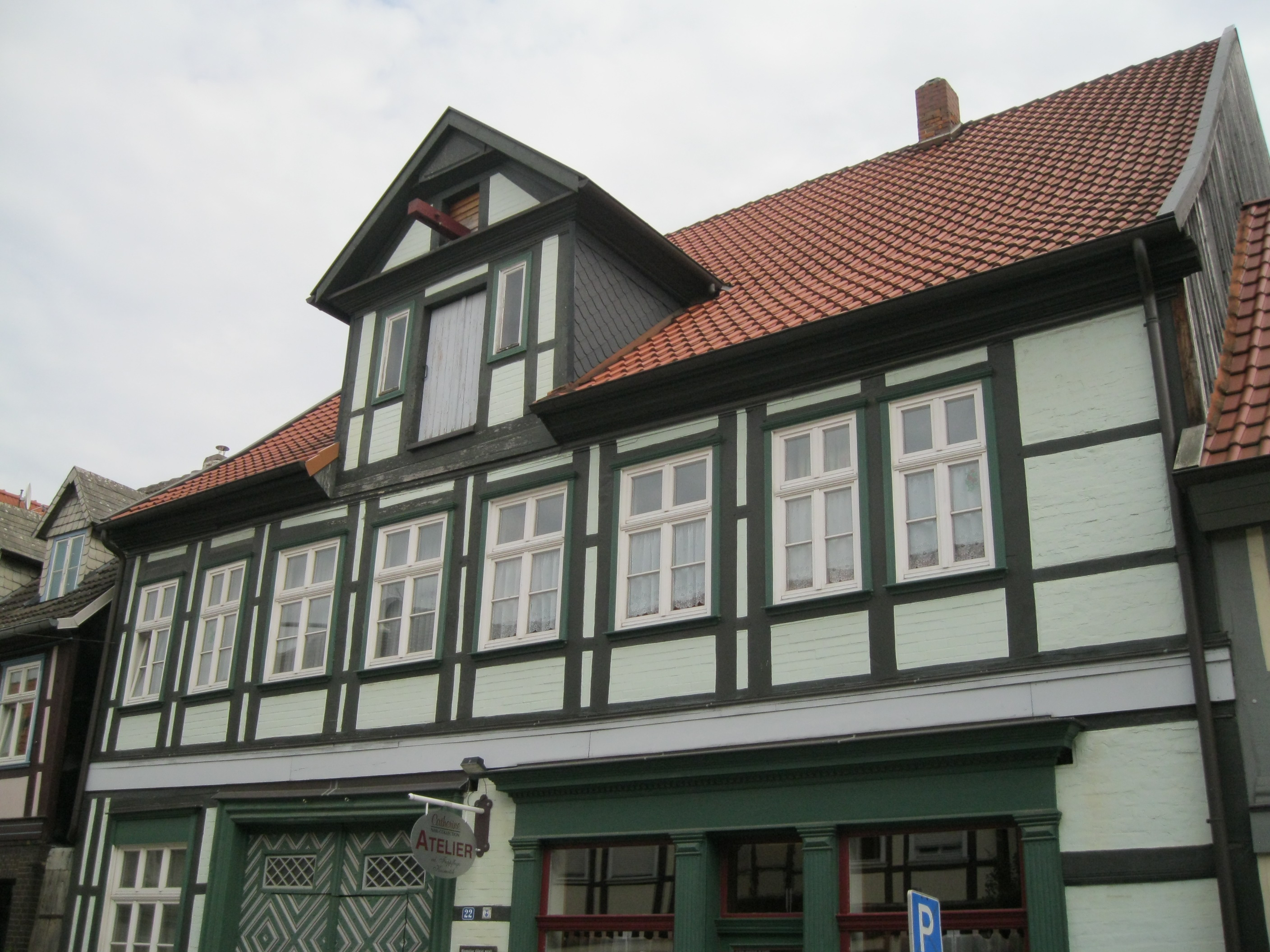
Geboortehuis Friedrich Meinecke

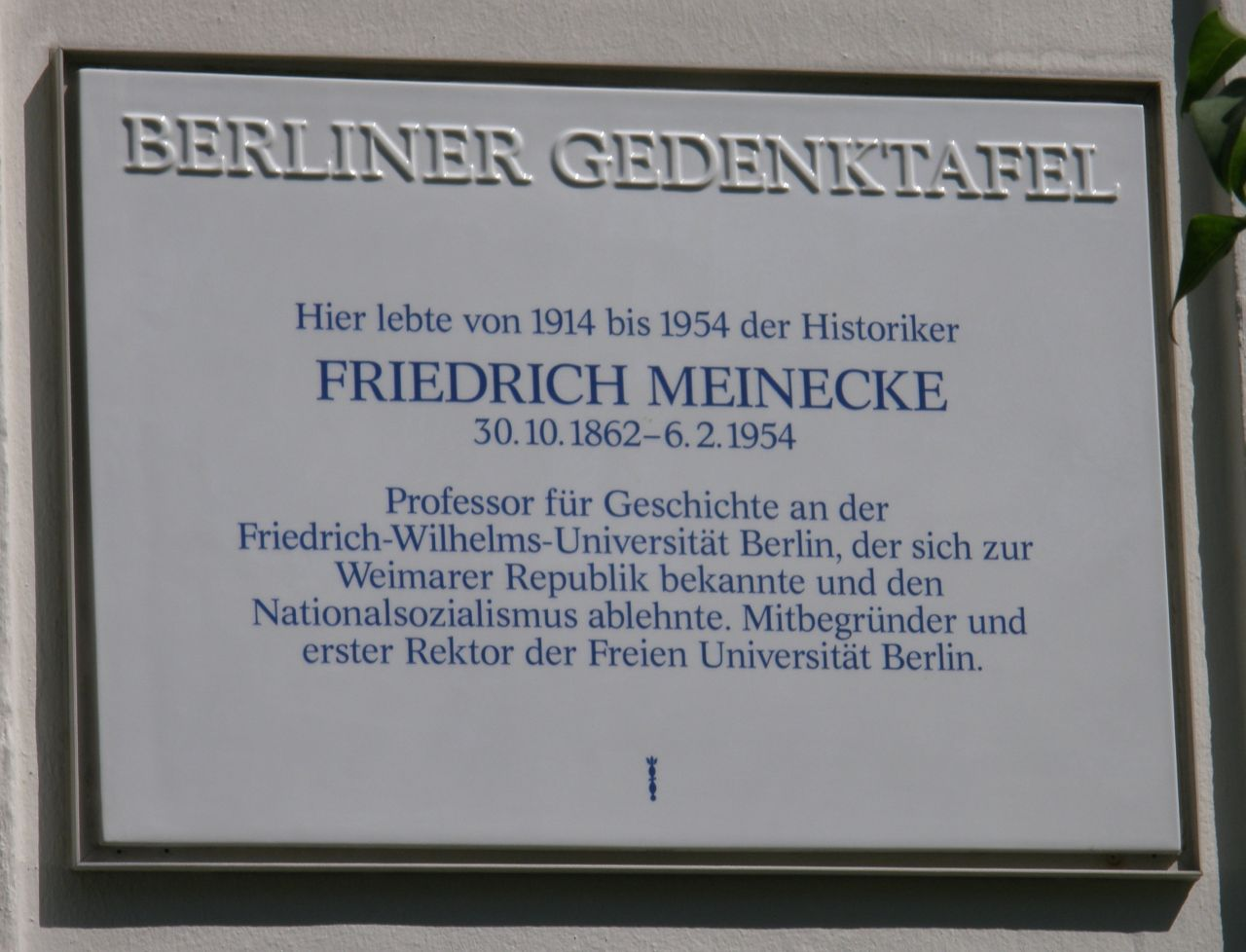
Gedenkplaat voor Friedrich Meinecke

Friedrich Meinecke (Salzwedel, 30 oktober 1862 – Berlijn, 6 februari 1954) was een Duits historicus. Hij was een van de beroemdste Duitse historici van zijn tijd en geldt als een van de grondleggers van de ideeëngeschiedenis.
Meinecke ontving zijn opleiding aan de Universiteit van Bonn en de Universiteit van Berlijn. Tussen 1887 en 1901 werkte hij als archivaris van de Duitse Staatsarchieven.

Van 1896 tot 1935 was hij werkzaam als redacteur van Historische Zeitschrift, het belangrijkste tijdschrift op het gebied van de Duitse geschiedwetenschap, en tussen 1928 en 1935 was hij voorzitter van de Historische Reichskommission.
Meinecke verwierf vooral bekendheid door zijn werk over de 18e- en 19e-eeuwse Duitse intellectuele en culturele geschiedenis. Zijn reputatie werd gevestigd door zijn boek Weltbürgertum und Nationalstaat (Kosmopolitisme en de nationale staat) uit 1908, dat beargumenteerde dat de oorsprong van nationalistische gevoelens in de 19e eeuw lag. In dit boek maakte hij ook het bekend geworden onderscheid tussen landen als staatsnaties en cultuurnaties.
Veel van Meineckes werk betrof het conflict tussen kratos (macht) en ethos (ethiek) en hoe deze in evenwicht konden worden gebracht. Deze idee werkte hij uit in Die Idee der Staatsräson (1924). Meinecke bedacht de term historisme voor de ontwikkeling van het historisch denken in Duitsland vanaf de 18e eeuw.
Ten tijde van het Tweede Keizerrijk pleitte Meinecke voor meer democratie in Duitsland. Een van zijn studenten was de latere rijkskanselier Heinrich Brüning. Tijdens de Weimarrepubliek stond Meinecke bekend als Vernunftsrepublikaner (republikein omwille van het verstand); iemand die de republiek steunde als de minst slechte van alle alternatieven. Hij kreeg echter sympathie voor het Derde Rijk, vooral voor de antisemitische rassenwetten.
Zijn bekendste boek was Die Deutsche Katastrophe (1946) dat nazi-Duitsland afspiegelde als het resultaat van een serie ongelukkige voorvallen. Hij schreef dat het nationaalsocialisme een uitwas was geweest die niet paste in de loop van de Duitse geschiedenis.
In 1948 was hij betrokken bij de oprichting van de Vrije Universiteit Berlijn.

## Werken
- Das Leben des Generalfeldmarschalls Hermann von Boyen, 2 delen, 1896-1899.
- Das Zeitalter der deutschen Erhebung, 1795-1815, 1906.
- Weltbürgertum und Nationalstaat: Studien zur Genesis des deutschen Nationalstaates, 1908.
- Radowitz und die deutsche Revolution, 1913.
- Die Idee der Staatsräson in der neueren Geschichte, 1924.
- Geschichte des deutsch-englischen Bündnisproblems, 1890-1901, 1927.
- Staat und Persönlichkeit, 1933.
- Die Entstehung des Historismus, 2 delen, 1936.
- Die deutsche Katastrophe: Betrachtungen und Erinnerungen, 1946.
- 1848: Eine Säkularbetrachtung, 1948.
- Werke, 9 delen, 1957-1979.